# Bajja’a Kabira
Bajja’a Kabira (arab. بياعة كبيرة) – wieś w Syrii, w muhafazie Aleppo, w dystrykcie Dżabal Siman. W 2004 roku liczyła 142 mieszkańców.